# 低塔寄居螺
低塔寄居螺（学名：Thyca lacteus），是异足目瓷螺科笠瓷螺屬的一种。主要分布于台湾，常栖息在浅海沙底。